# كلية طب الأسنان (جامعة عين شمس)
كلية طب الأسنان إحدى كليات جامعة عين شمس، وهي واحدة من أربع كليات تدرس فيها العلوم الطبية في الجامعة، بجانب كليات الطب والصيدلة والتمريض، حيث تختص بتدريس علوم الفم و الأسنان. كلية طب الأسنان إحدى أحدث الكليات التي تم إنشاؤها في جامعة عين شمس، حيث أنشأت سنة 1994 ولم ينشأ بعدها سوى كلية التربية النوعية عام 1998م.

## تاريخ
تعد كلية طب الأسنان إحدى أحدث الكليات في جامعة عين شمس، حيث صدر القرار الجمهوري رقم 287 بإنشائها في سنة 1994. و بدأت الدراسة بها واستقبلت أول دفعة من الطلاب في العام الدراسى 1995 - 1996، بينما تخرجت أول دفعة في مايو 2000. واتخذت الكلية جزءًا من مباني كلية العلوم مقرًا مؤقتًا لها، ثم انتقل المقر المؤقت إلى كلية التمريض وذلك حتى اكتمال عمليات إنشاء مبنى الكلية بشارع منظمة الوحدة الأفريقية بالعباسية ضمن التوسعات الإنشائية لجامعة عين شمس، حيث تم الانتقال إليه في بداية العام الدراسي 2009 - 2010م.

## الأقسام
يوجد بالكلية 10 أقسام رئيسية، هي:
- قسم بيولوجيا الفم والأسنان (Oral Biology).
- قسم باثولوجيا الفم والأسنان (Oral Pathology).
- قسم طب الأسنان التحفظي (Operative).
- قسم التيجان والجسور (Crown and Bridge).
- قسم علاج الجذور (Endodontics).
- قسم الاستعاضة الصناعية للفم والوجه والفكين (Prothodontics).
- قسم خواص المواد الحيوية (Dental Bio-Materials).
- قسم جراحة الفم والوجه والفكين (Oral Surgery).
- قسم تقويم الأسنان، وتخصصاته : تقويم الأسنان (Orthodontic), طب أسنان الأطفال والصحة العامة للفم والأسنان (Pedodontics).
- قسم طب الفم، وتخصصاته: طب الفم وأمراض اللثة والتشخيص (Oral Medicine, Periodontics & Diagnosis), أشعة الفم (X-Ray).

## الدرجات العلمية
تمنح الكلية الدرجات العلمية التالية:

### درجة البكالوريوس
تمنح الكلية درجة البكالوريوس في طب وجراحة الفم والأسنان، ومدة الدراسة: خمس سنوات.

### دبلوم الدراسات العليا
تمنح الكلية دبلوم الدراسات العليا في كل الفروع الإكلينيكية في الكلية:
- تقويم الأسنان و طب أسنان الأطفال.
- جراحة الفم.
- طب الفم و الأشعة و التشخيص.
- طب الأسنان التحفظي.
- علاج الجذور.
- التيجان والجسور.
- الاستعاضة الصناعية للأسنان.

### الماجستير
تمنح الكلية درجة الماجستير في كل الفروع الإكلينيكية و الأكاديمية في الكلية.(يُمنح الماجستير في كل الفروع الإكلينيكية السابق ذكرها بالإضافة للفروع الأكاديمية التالية):
- أمراض الفم.
- بيولوجيا الفم.
- خواص المواد الحيوية.

### الدكتوراة
تمنح الكلية درجة دكتوراة الفلسفة في علوم الأسنان الأساسية:
- أمراض الفم.
- بيولوجيا الفم.
- خواص المواد الحيوية.

كما تمنح الكلية درجة الدكتوراة في الفروع الإكلينيكية:
- أشعة الفم و طرق التشخيص.
- الصحة العامة للفم وطب أسنان المجتمع.
- طب أسنان الأطفال.
- طب الأسنان التحفظي.
- تقويم الأسنان.
- طب الفم و أمراض اللثة.
- جراحة الفم و الفك و التخدير.
- الاستعاضة الصناعية للأسنان.
- التيجان والجسور.
- علاج الجذور.

## وصلات خارجية
الموقع الرسمي للكلية